# Leptogyra constricta
Leptogyra constricta is een slakkensoort uit de familie van de Melanodrymiidae. De wetenschappelijke naam van de soort is voor het eerst geldig gepubliceerd in 1988 door B. A. Marshall.